# Лебедева, Ольга Борисовна
О́льга Бори́совна Ле́бедева (род. 25 июня 1953, Томск) — российский литературовед, педагог, специалист в области русской и зарубежной литературы, доктор филологических наук (1997), профессор (2000). Лауреат Государственной премии РСФСР (1991).

## Биография
Родилась 25 июня 1953 года в Томске в семье народной артистки РСФСР Т. П. Лебедевой (1919—1988).
В 1970 года закончила Томскую среднюю школу с серебряной медалью.  С 1970 по 1975 год обучалась на историко-филологическом факультете Томского государственного университета, который закончила с отличием, своими учителями считает профессоров-литературоведов Ф. З. Канунову и Э. М. Жилякову. В 1976 году за свою дипломную работу «Проблема драмы в творчестве В. А. Жуковского: к вопросу о переводах немецкой романтической драмы» была удостоена  главной премии Всесоюзного конкурса на лучшую научную студенческую работу.
С 1975 года работала в Томском  государственном университете в должностях: инженер-переводчик на кафедре экспериментальной физики физического факультета, с 1976 по 1977 год — методист механико-математического факультета, с 1977 года — ассистент кафедры русской и зарубежной литературы. С 1977 по 1979 год обучалась в аспирантуре при филологическом факультете. С 1978 по 1979 год — младший научный сотрудник кафедры русской и зарубежной литературы филологического факультета. С 1980 по 1983 год — ассистент, c 1983 по 1985 год — старший преподаватель, с 1985 года — доцент, с 1992 года — старший научный сотрудник, с 2000 года — профессор кафедры русской и зарубежной литературы, одновременно — ведущий научный сотрудник Лаборатории проблемы изучения и издания творчества наследия В. А. Жуковского филологического факультета Томского государственного университета.  Одновременно с 2001 года на научно-педагогической работе в Институте языковой коммуникации Томского политехнического университета — профессор кафедры теории и практики перевода.
В 1980 году О. Б. Лебедева была утверждена в учёной степени кандидат филологических наук по теме: «Место и значение драматургических опытов в эстетике и творчестве В. А. Жуковского», в 1997 году — доктор филологических наук по теме: «Русская высокая комедия XVIII в.: генезис и поэтика жанра». В 1988 году приказом ВАК ей было присвоено учёное звание  доцент, в 2000 году — профессор по кафедре русской и зарубежной литературы.

## Научно-педагогическая деятельность
Основная научно-педагогическая деятельность О. Б. Лебедевой связана с вопросами в области истории российского художественного перевода, истории русской литературы и драматургии XVIII—XIX века, специалист по творчеству А. С. Пушкина, А. С. Грибоедова, Н. В. Гоголя и В. А. Жуковского. В ТГУ читала курсы лекций по темам:  «История зарубежной литературы 1871–1917 гг.», «Введение в художественный перевод», «Основы теории и истории художественного перевода в русской классической литературе», «История русской литературы XVIII века», «История русской литературы первой трети XIX века». В ТПУ: «Основы художественного перевода» и «Методика ведения просеминария». О. Б. Лебедева является автором более 300 научных трудов, в том числе пяти монографий, под её руководством  было подготовлено около 21 кандидатов и докторов наук. О. Б. Лебедева входит в число ста самых цитируемых филологов России.

## Семья
Супруг А. С. Янушкевич (1944—2016), доктор филологических наук, профессор ТГУ
- Дочь Мария (р. 1976), филолог, редактор, кандидат филологических наук, доцент.

## Награды
- Государственная премия РСФСР в области науки (1991)[1]
- Премия ТГУ (1985, 1997, 2001 и 2004)[1]